# 414 Liriope
414 Liriope là một tiểu hành tinh lớn ở vành đai chính. Nó thuộc nhóm tiểu hành tinh Cybele, được xếp loại tiểu hành tinh kiểu C, và có lẽ được cấu tạo bằng vật liệu cacbonat.
Tiểu hành tinh này do Auguste Charlois phát hiện ngày 16.01.1896 ở Nice và được đặt theo tên Liriope, mẹ của Narcissus trong thần thoại Hy Lạp.